# Dicranoweisia tortifolia
Dicranoweisia tortifolia là một loài rêu trong họ Dicranaceae. Loài này được Hook. f. & Wilson Paris mô tả khoa học đầu tiên năm 1896.